# E3 Harelbeke 1992
De E3 Harelbeke 1992 is de 35e editie van de wielerklassieker E3 Harelbeke en werd verreden op 28 maart 1992. Johan Museeuw kwam na 205 kilometer als winnaar over de streep.

## Uitslag
| Plaats  | Naam                    | Ploeg                        | Tijd     |
| ------- | ----------------------- | ---------------------------- | -------- |
| Winnaar | Johan Museeuw           | Lotto                        | 5u18’00” |
| 2       | Wiebren Veenstra        | Buckler                      | z.t.     |
| 3       | Eric Vanderaerden       | Buckler                      | z.t.     |
| 4       | Eddy Schurer            | TVM-Sanyo                    | z.t.     |
| 5       | Jean-Pierre Heynderickx | Collstrop-Garden Wood-Histor | z.t.     |
| 6       | Giovanni Fidanza        | Gatorade                     | z.t.     |
| 7       | Jelle Nijdam            | Buckler                      | z.t.     |
| 8       | Mario De Clercq         | Buckler                      | z.t.     |
| 9       | Rob Harmeling           | TVM-Sanyo                    | z.t.     |
| 10      | Nico Verhoeven          | PDM-Ultima-Concorde          | z.t.     |